# Festival Ars Viva de Música em Serra Negra
Festival Ars Viva de Música em Serra Negra foi um festival de música erudita do Brasil que acontecia anualmente no mês de julho na cidade de Serra Negra, no estado de São Paulo. Foi criado em 2007 pelo maestro e compositor Sergio Chnee.
Em 2009 ampliou o número de eventos, 27 ano todo, com orquestras de várias cidades: Aparecida, Atibaia, Campinas e São Paulo. Neste ano aconteceu o  Concurso Nacional de Corais de Serra Negra.
A realização do festival é do Governo Municipal de Serra Negra, da Secretaria do Estado da Cultura do Governo do Estado de São Paulo e Circuito das Águas, entretanto não há programação para o ano de 2016.
Os eventos aconteciam em pontos turísticos da cidade: Praça Prefeito João Zelante, Igreja São Benedito, Igreja Nossa Senhora do Rosário e Auditório Mário Covas.

## Participantes
- Orquestra Filarmônica Santo Amaro
- Banda Sinfônica Primeiro Movimento de Atibaia
- Orquestra PEMSA - Orquestra da Basílica de Aparecida
- Madrigal Cantabilis